# Jurica Vranješ
Jurica Vranješ (Osijek, 31 de enero de 1980) es un futbolista croata. Juega de centrocampista y actualmente se encuentra sin equipo.

## Trayectoria
Vranješ nació en Osijek, Croacia (cuando aún era Yugoslavia). Jugó por el club croata NK Osijek entre 1997 y 1999, luego de lo cual se fue a jugar a Alemania para el Bayer Leverkusen equipo en el cual jugó por tres temporadas antes de irse al VfB Stuttgart en el 2003 y finalmente al Bremen en 2005.
Vranješ fue parte la Selección Nacional de Croacia en la Copa Mundial de Fútbol de 2002 donde jugó dos encuentros. Asimismo jugó respresentando a su país en 1998 en el Cameponato Europeo Sub-18, donde quedaron en tercer lugar y en la Copa Mundial de Fútbol de 2006.

## Clubes
| Club             | País     | Año       |
| ---------------- | -------- | --------- |
| FK Vojvodina     | Serbia   | 1996-1997 |
| NK Osijek        | Croacia  | 1997-2000 |
| Bayer Leverkusen | Alemania | 2000-2003 |
| VfB Stuttgart    | Alemania | 2003-2005 |
| Werder Bremen    | Alemania | 2005-2009 |
| Gençlerbirliği   | Turquía  | 2010      |
| Aris FC          | Grecia   | 2011-2012 |

## Palmarés

### Torneos internacionales
| Título     | Club                 | País          | Año  |
| ---------- | -------------------- | ------------- | ---- |
| Copa Corea | Selección de Croacia | Corea del Sur | 1999 |